# Heinrich Marquardsen
Heinrich Marquardsen (från 1888 von Marquardsen), född 25 oktober 1826 i Slesvig, död 30 november 1897, var en tysk rättslärd och politiker.
Marquardsen var sedan 1861 juris professor i Erlangen. Mest bekant blev han som utgivare av det stora samlingsverket Handbuch des öffentlichen Rechts der Gegenwart in Monographien (1883–).